# Ярмарок Фолсом-Стріт

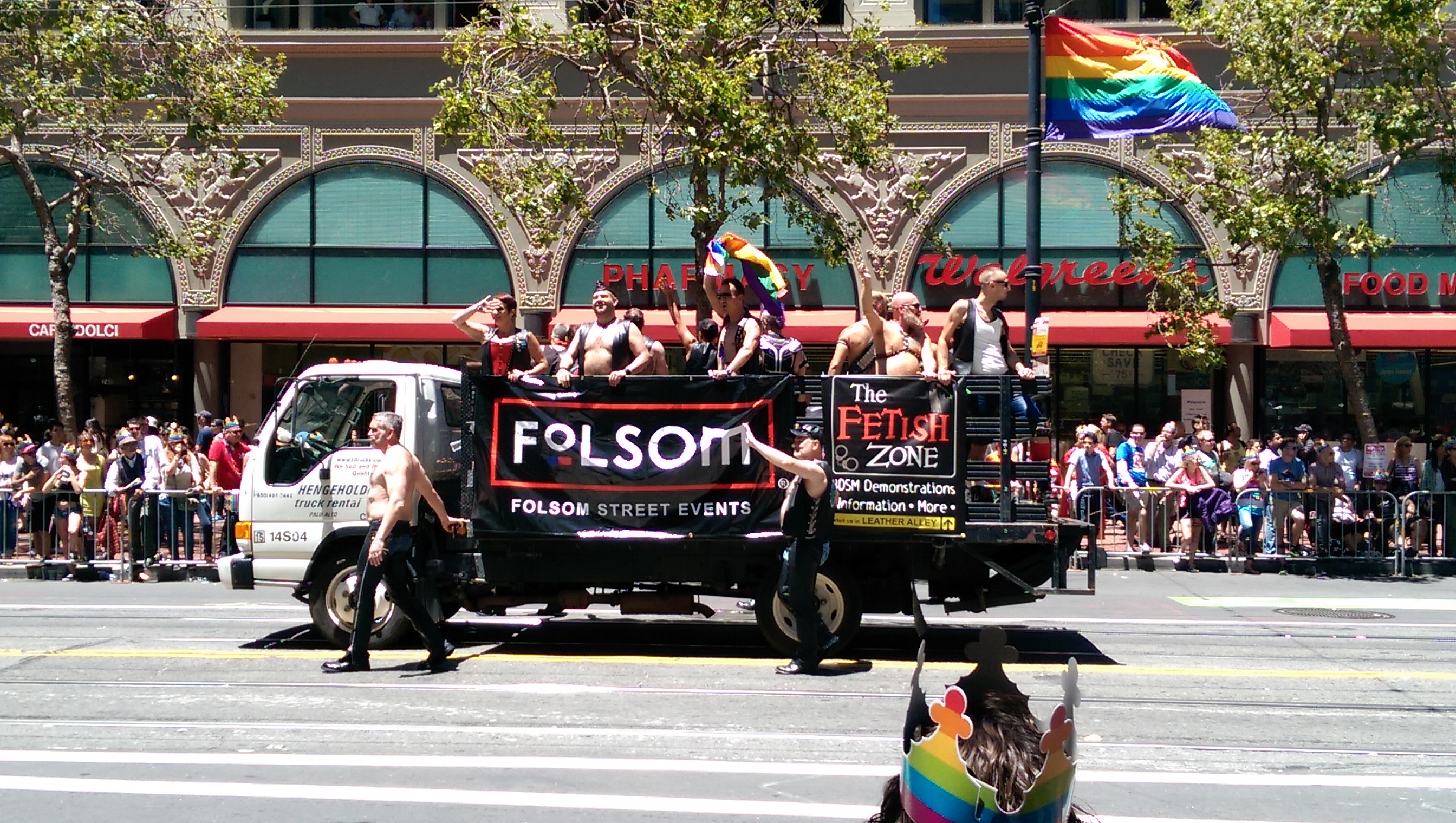
Ярмарок Фолсом-Стріт у Сан-Франциско

Ярмарок Фолсом-Стріт (англ. Folsom Street Fair, FSF) — щорічний БДСМ-фестиваль, з 1984 року проходить в Сан-Франциско в останню неділю вересня виключно на добровільних засадах.

## Історія
Це найбільший захід субкультури БДСМ, безпечний для самовираження всіх альтернативних способів життя дорослих спільнот, в тому числі і гей-лесбі-БДСМ. А також виставка секс-іграшок і виробів зі шкіри для садомазохізму, флагеляції і бондажу. Тут панує дух веселощів, пустощів, флірту і витівок, що традиційно привертають чималі кошти в інтересах місцевих благодійних організацій.
Folsom Street Events (FSE) також організовує подібні заходи в Канаді та Німеччині.

## Фотогалерея

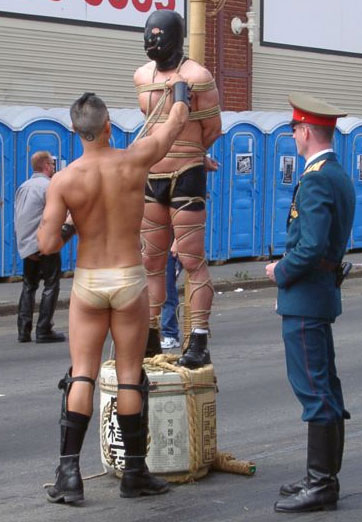
2003 р.
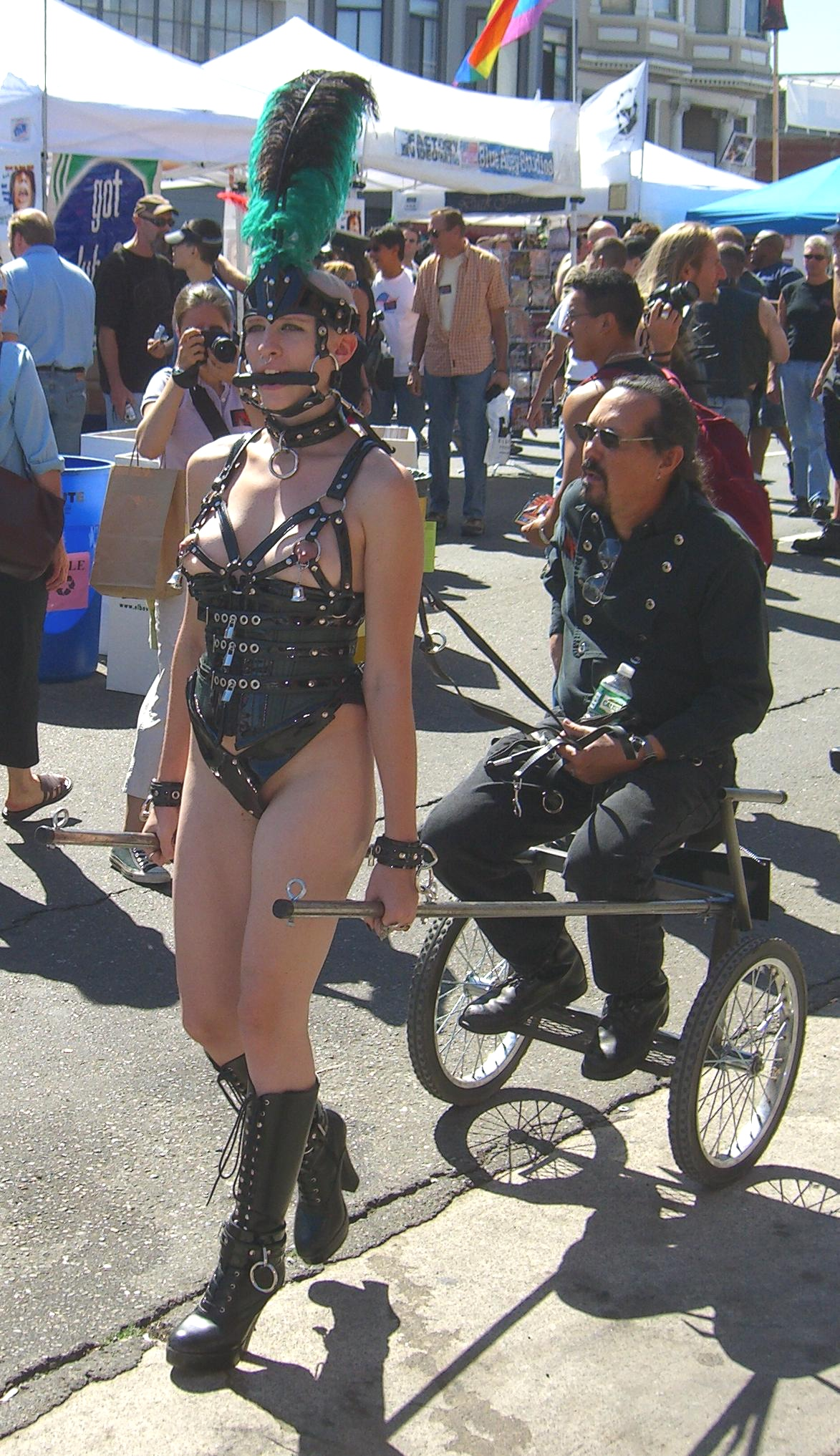
2005 р.
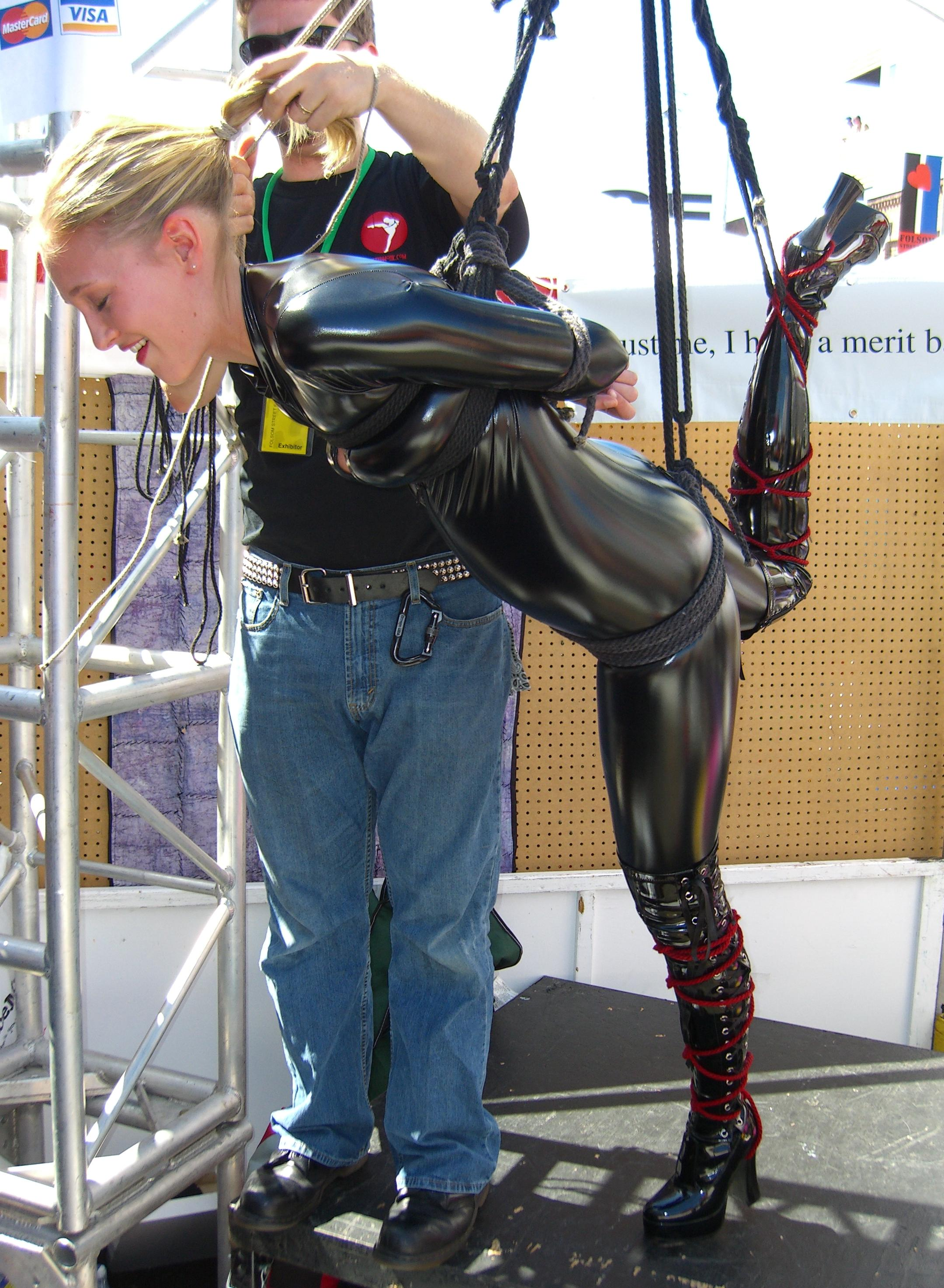
2005 р.
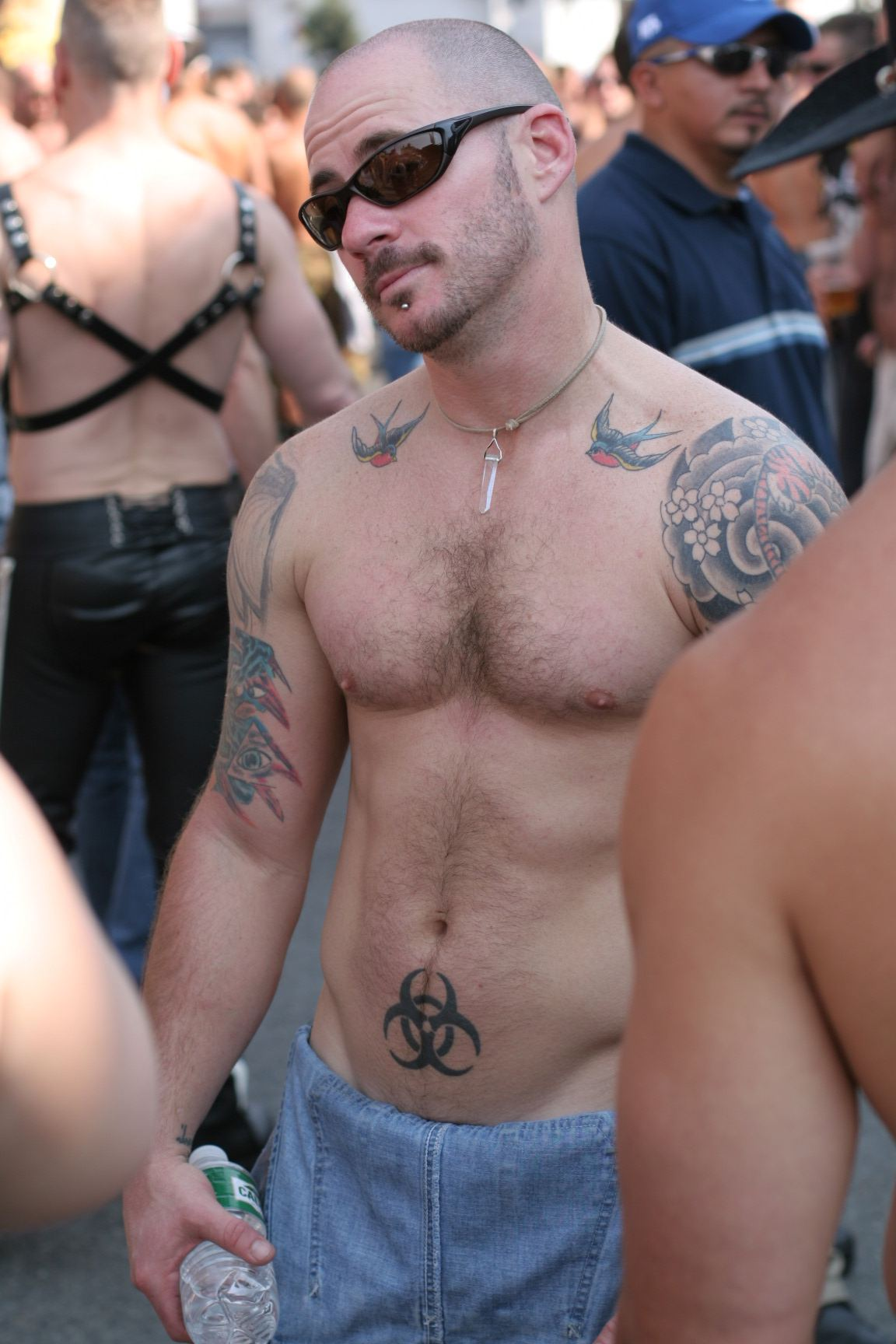
2007 р.
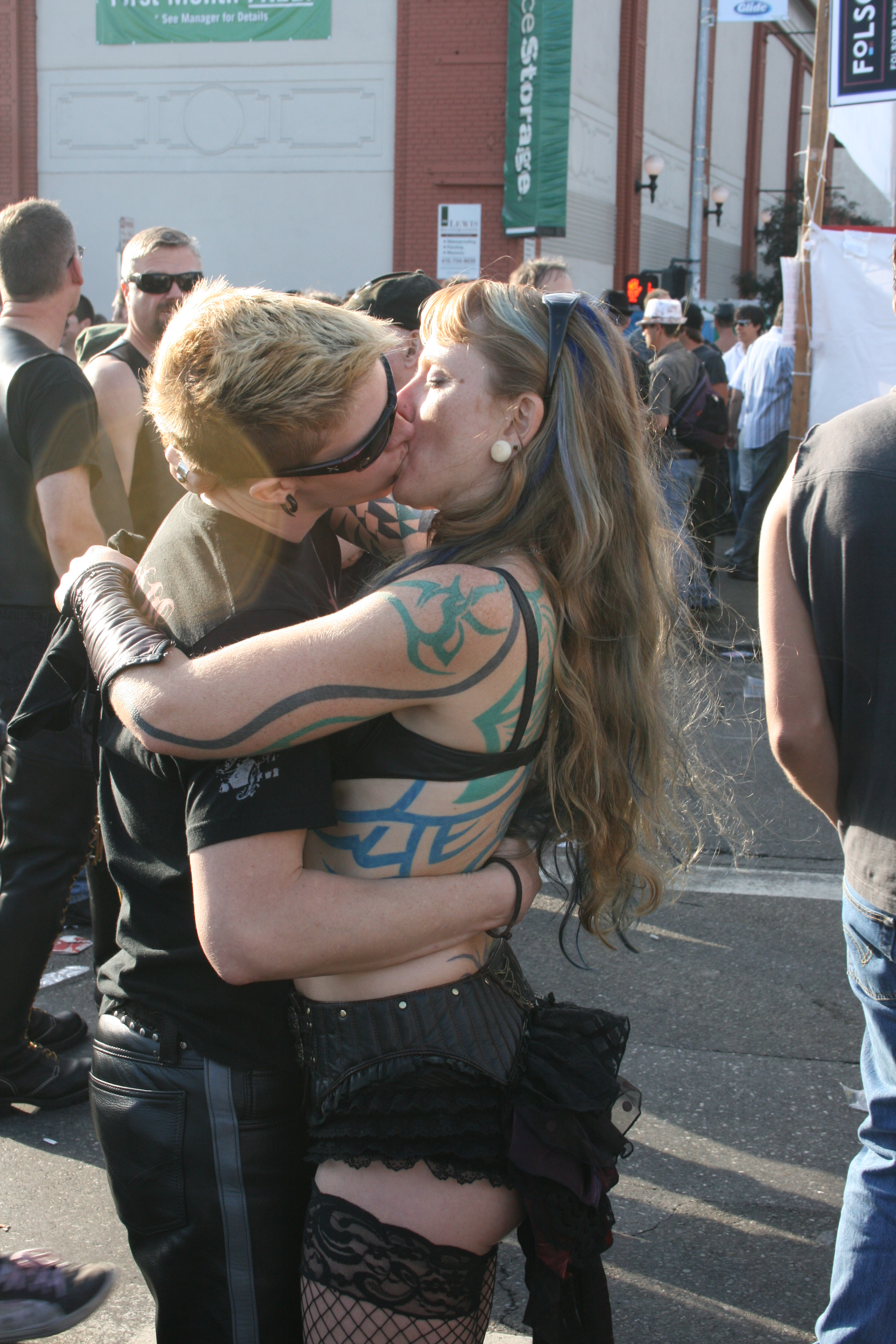
2008 р.
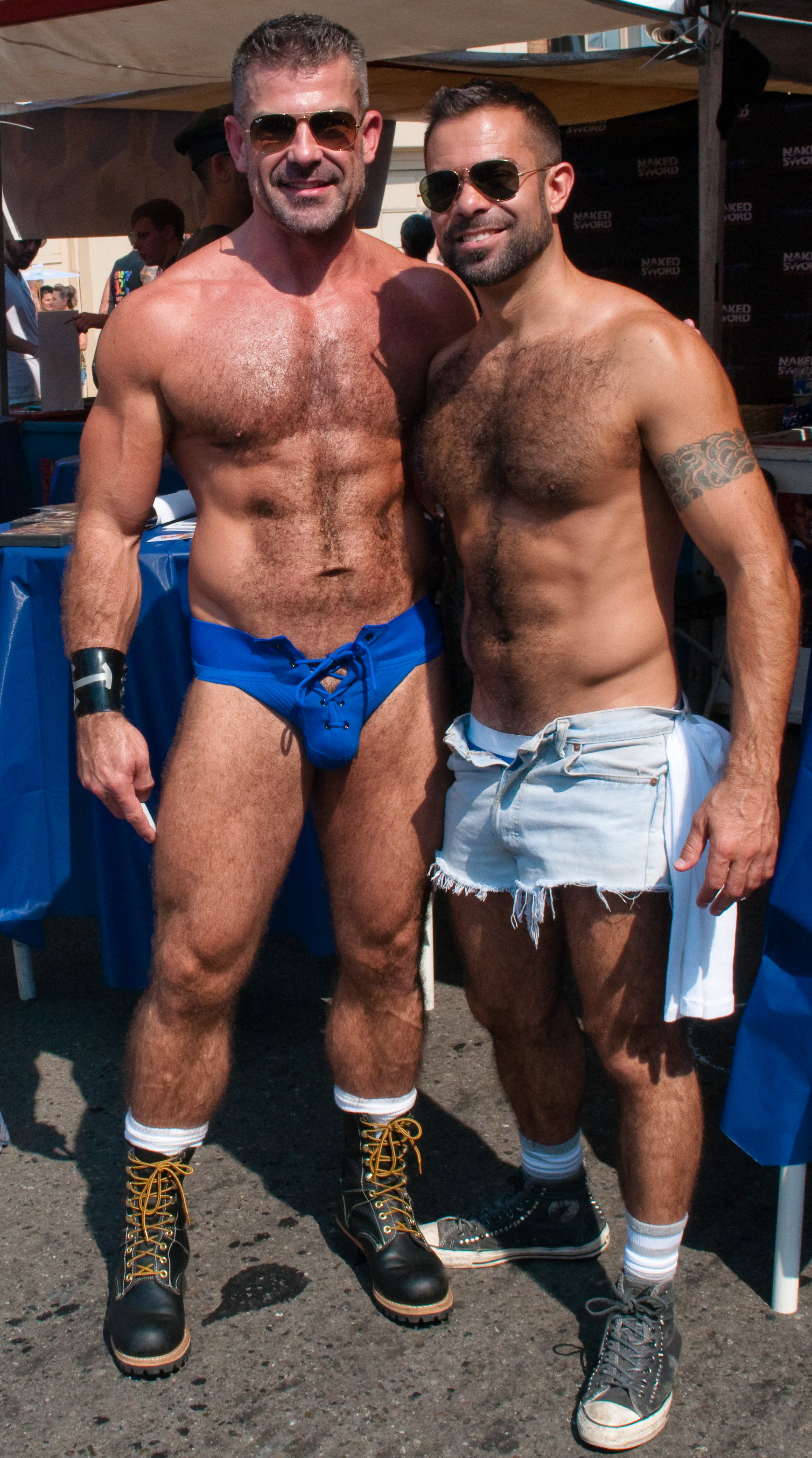
2009 р.
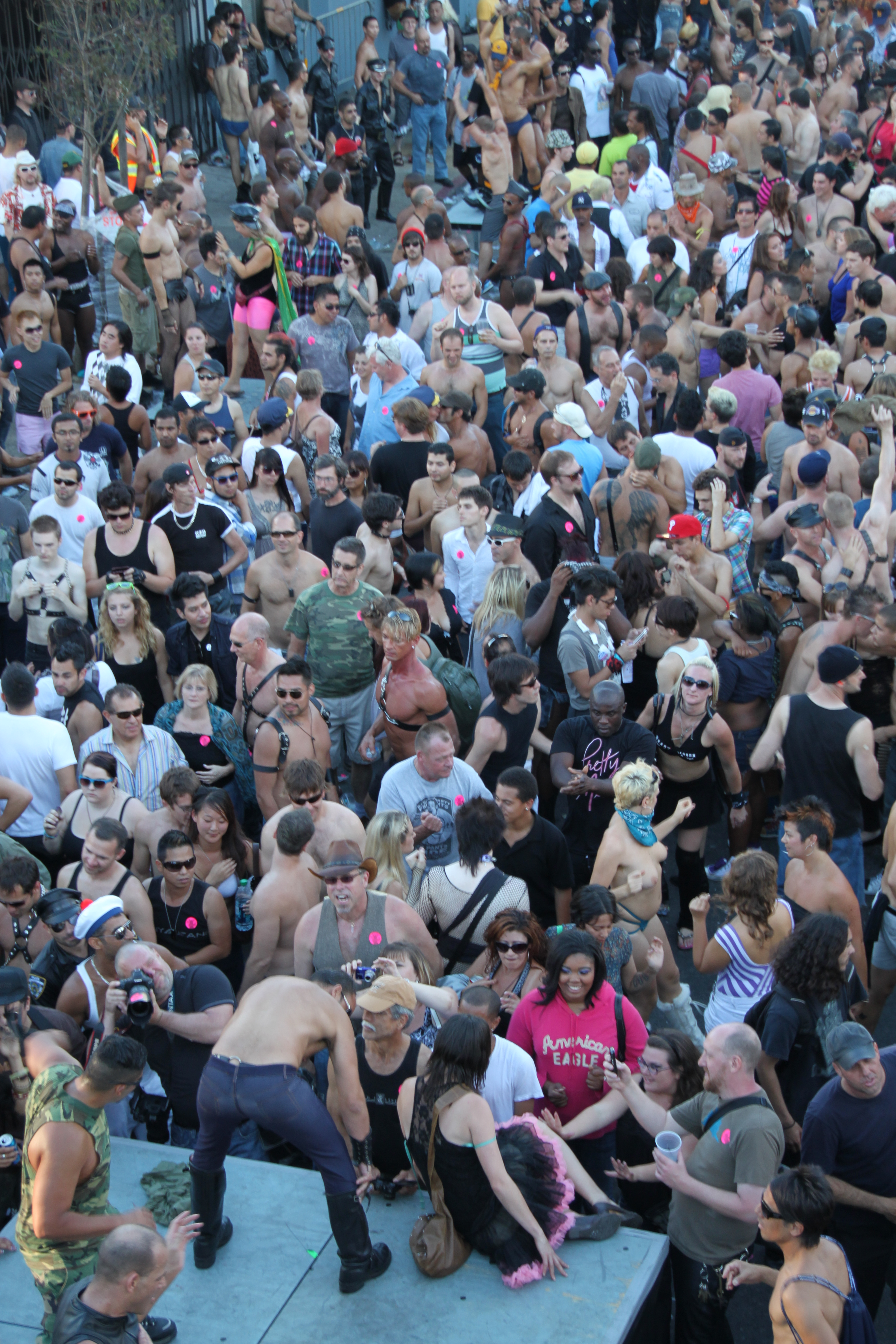
2010 р.
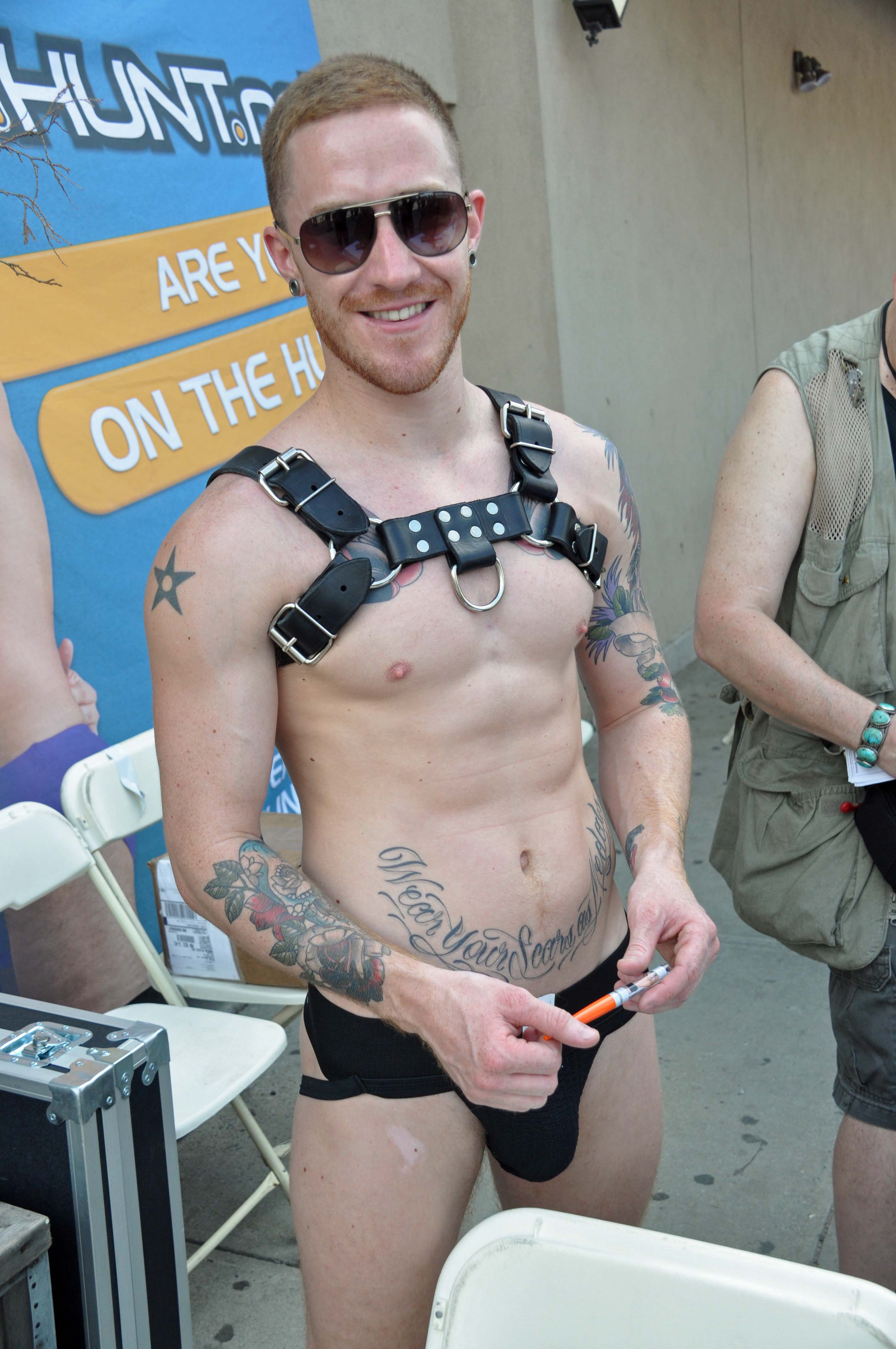
Кеннеді Картер 2011 р.
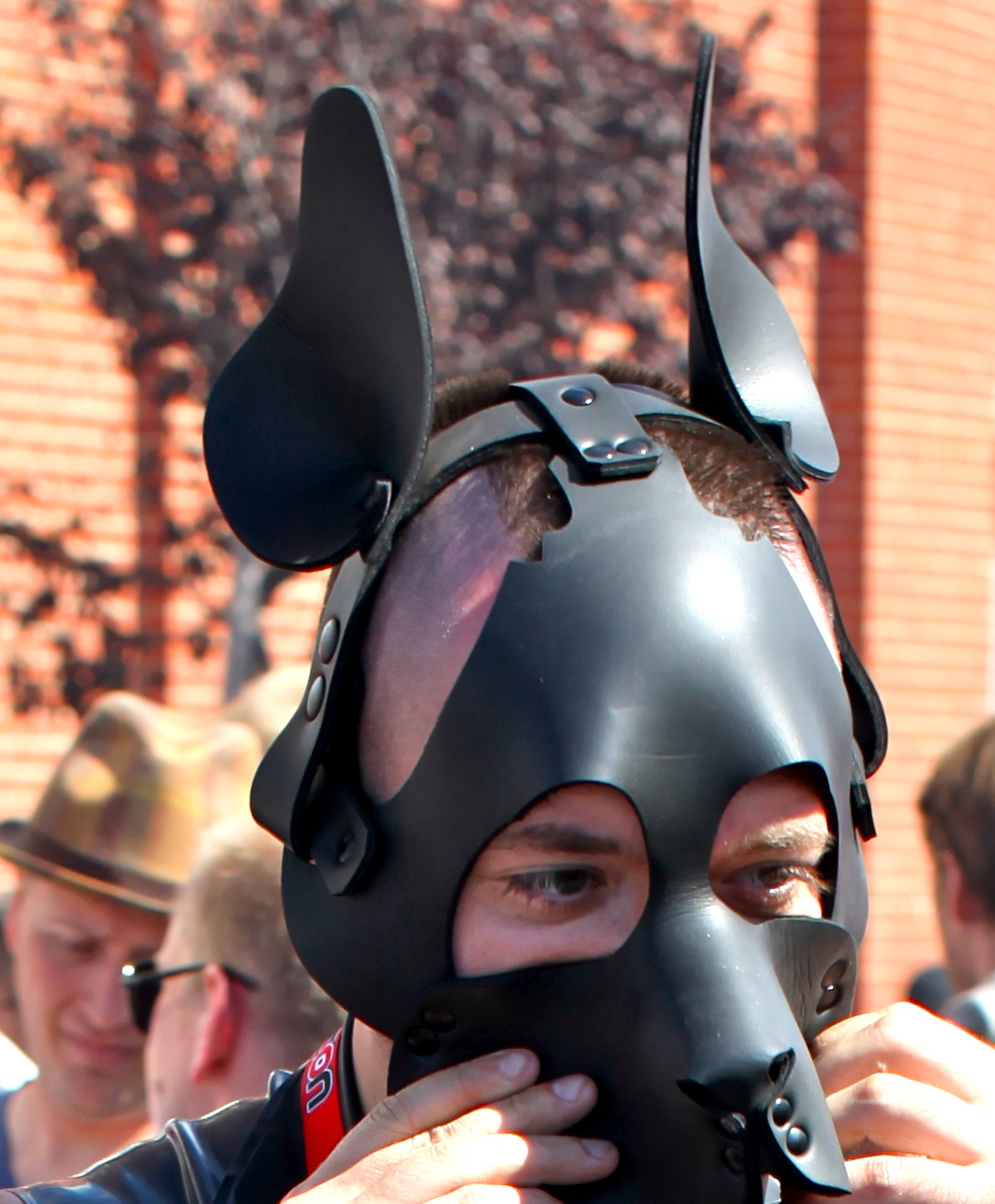
2012 р.
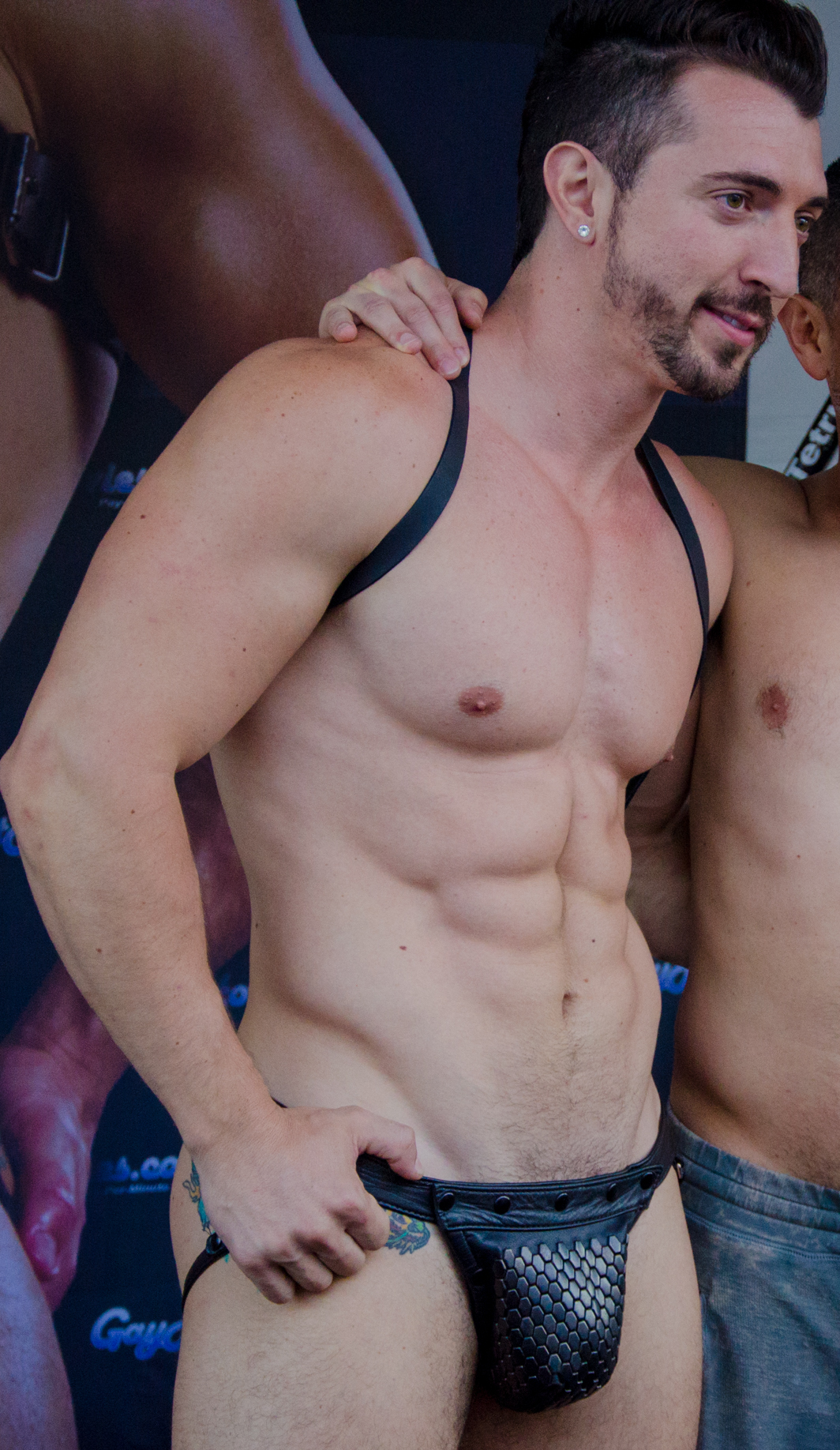
Jimmy Durano 2013 р.
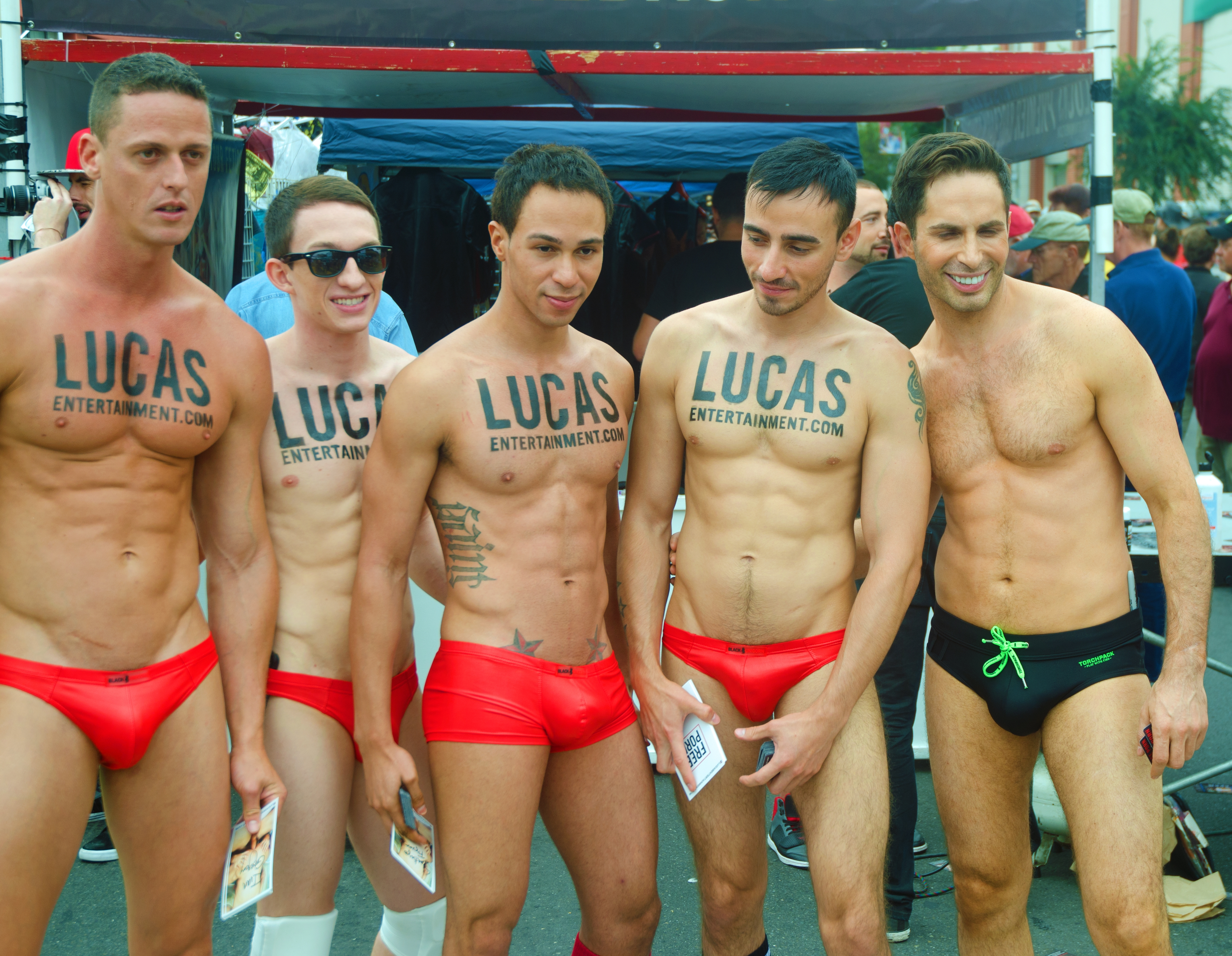
2014 р.
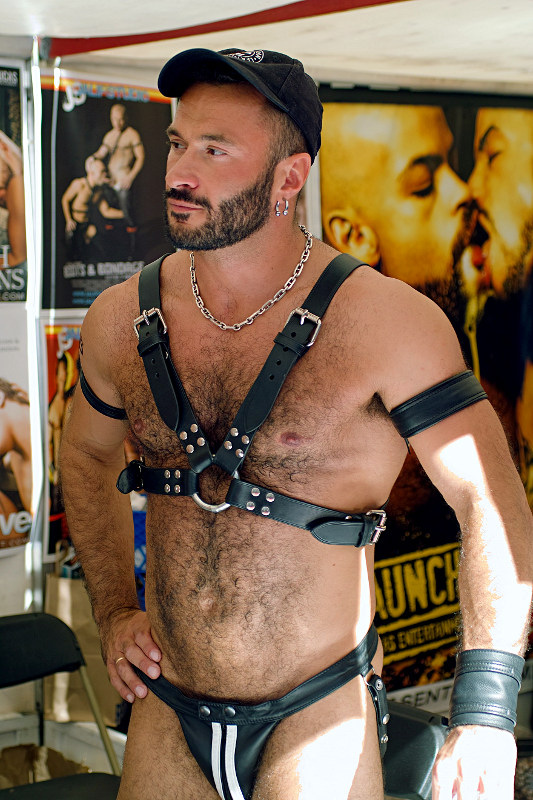
Wilfried Knight 2015 р.
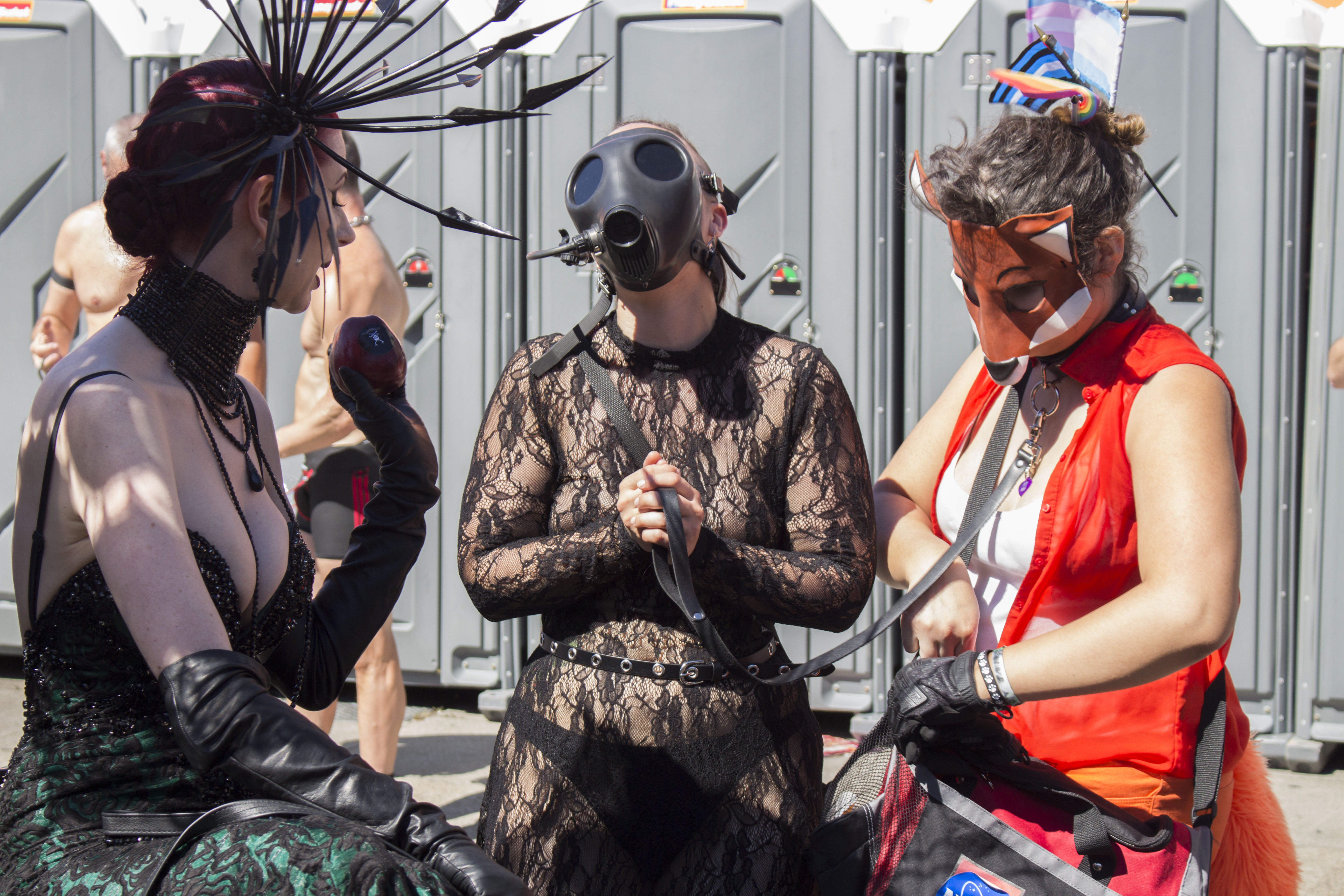
2016 р.
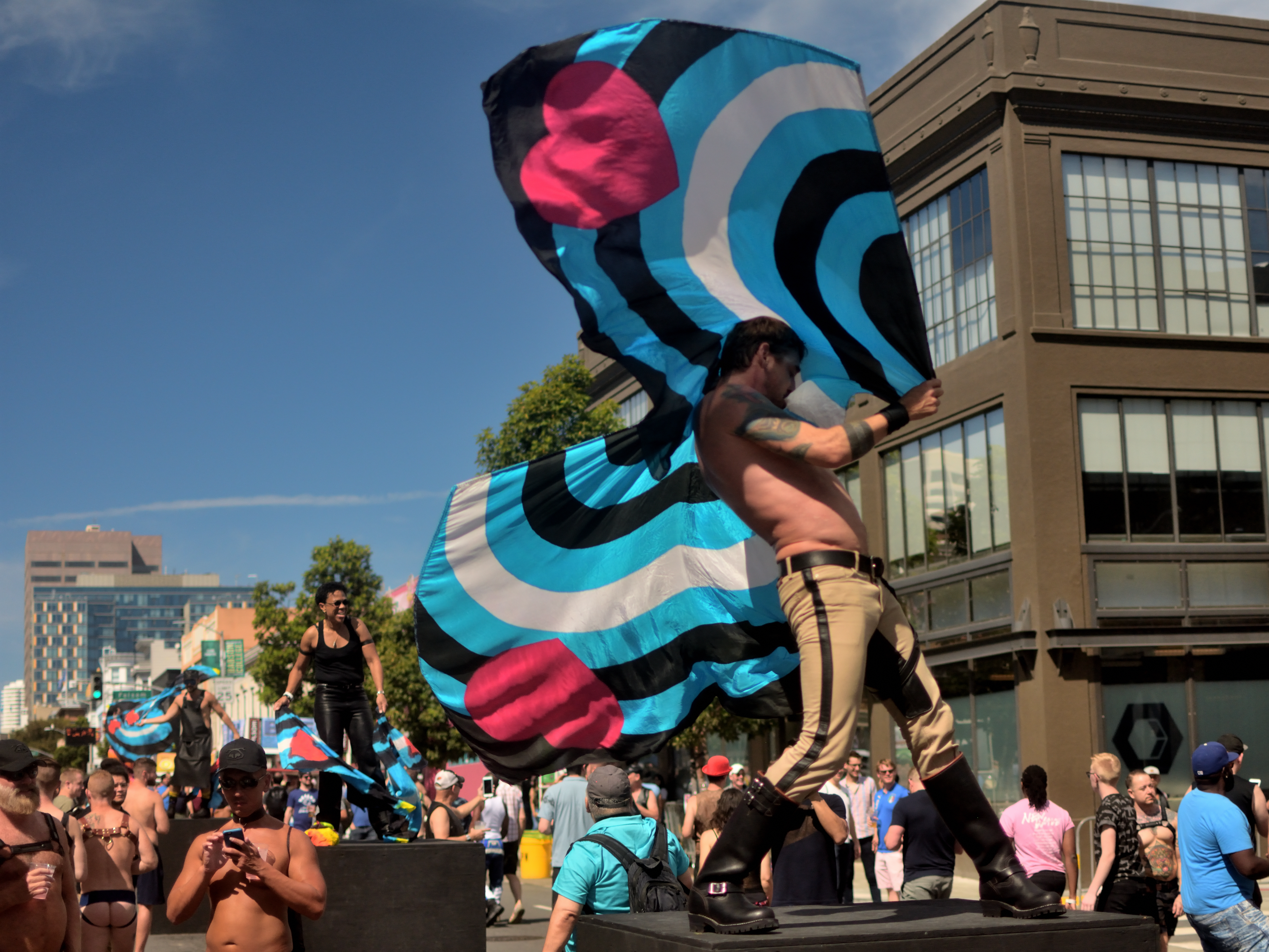
2017 р.
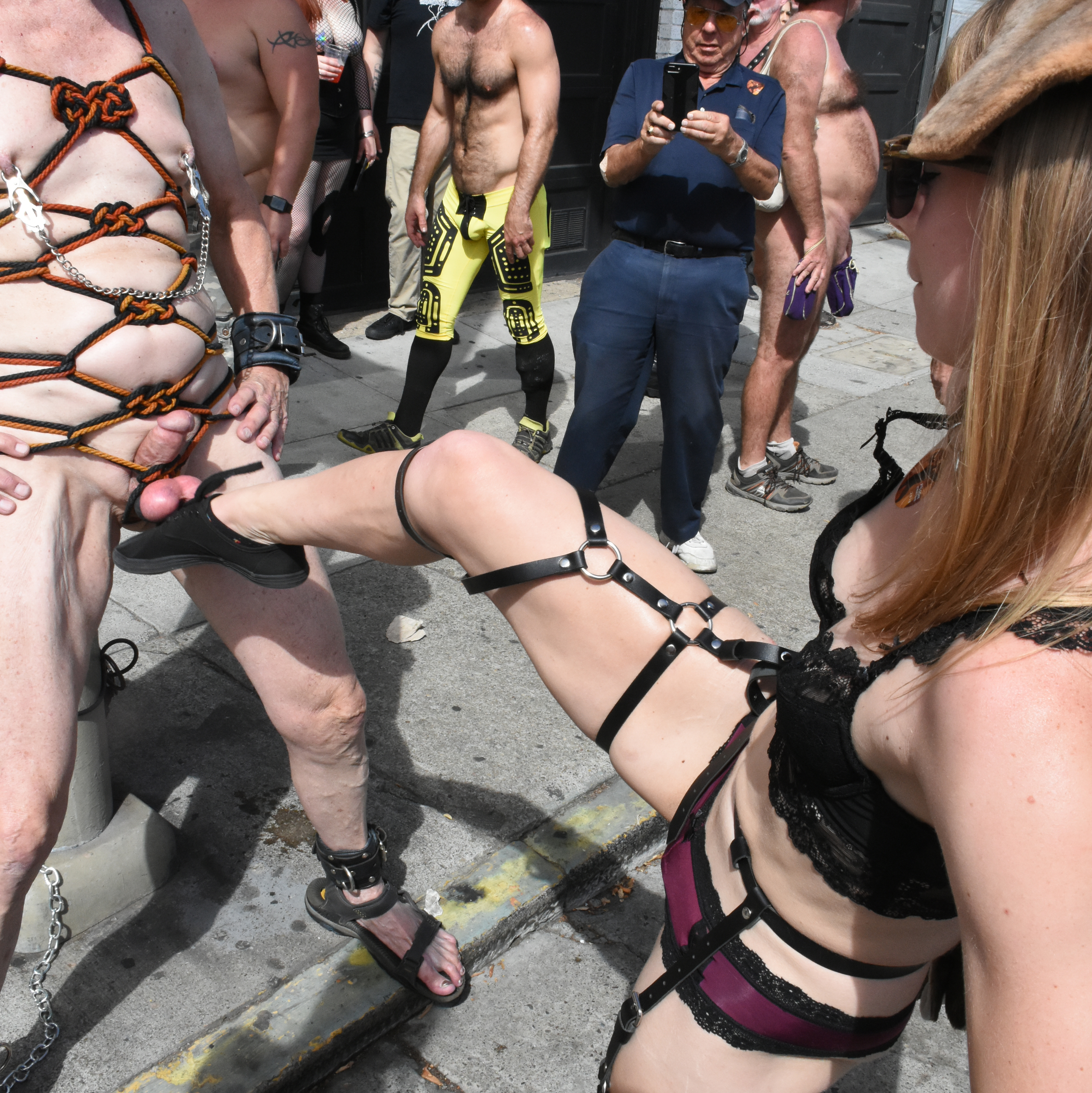
2018 р.
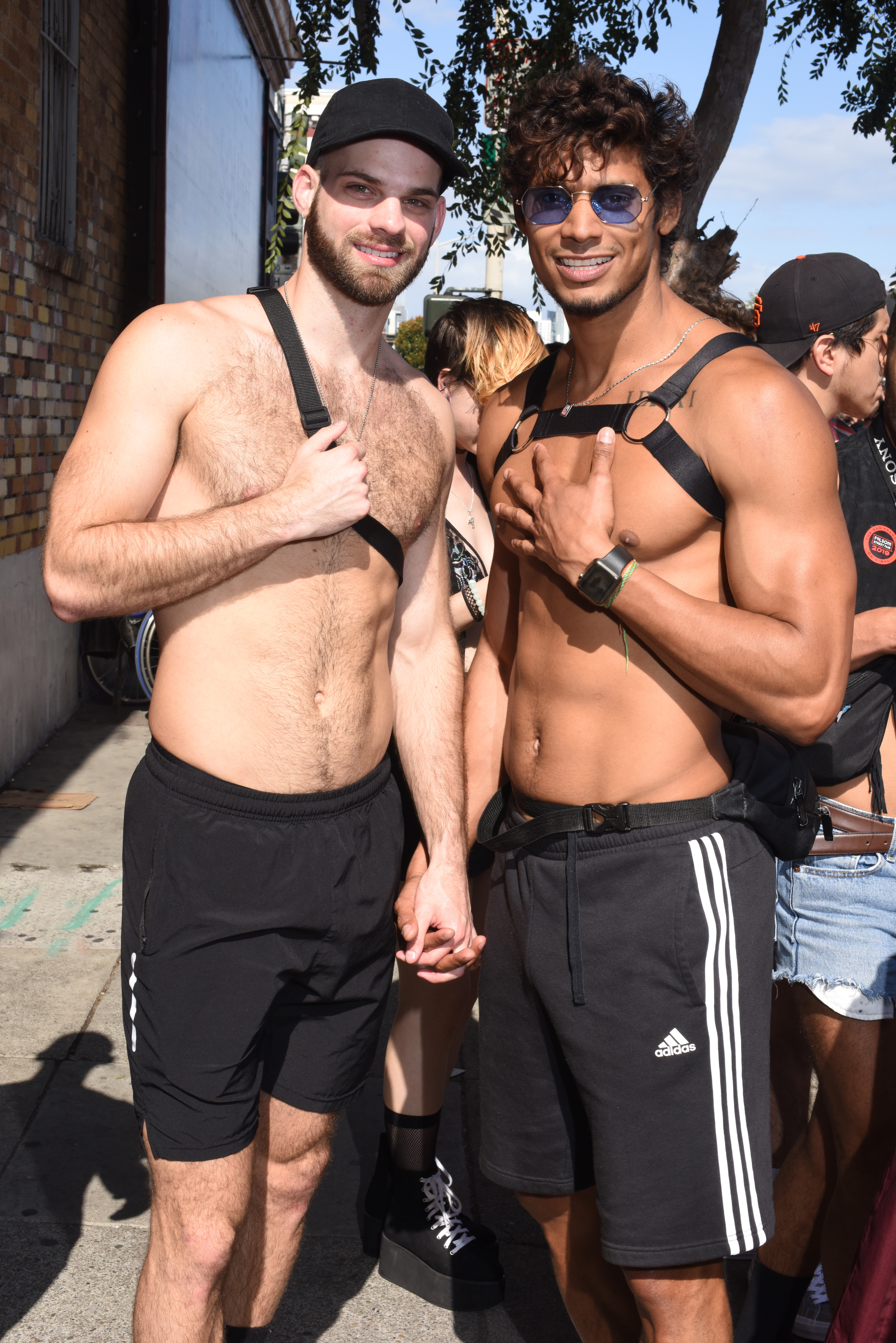
2019 р.
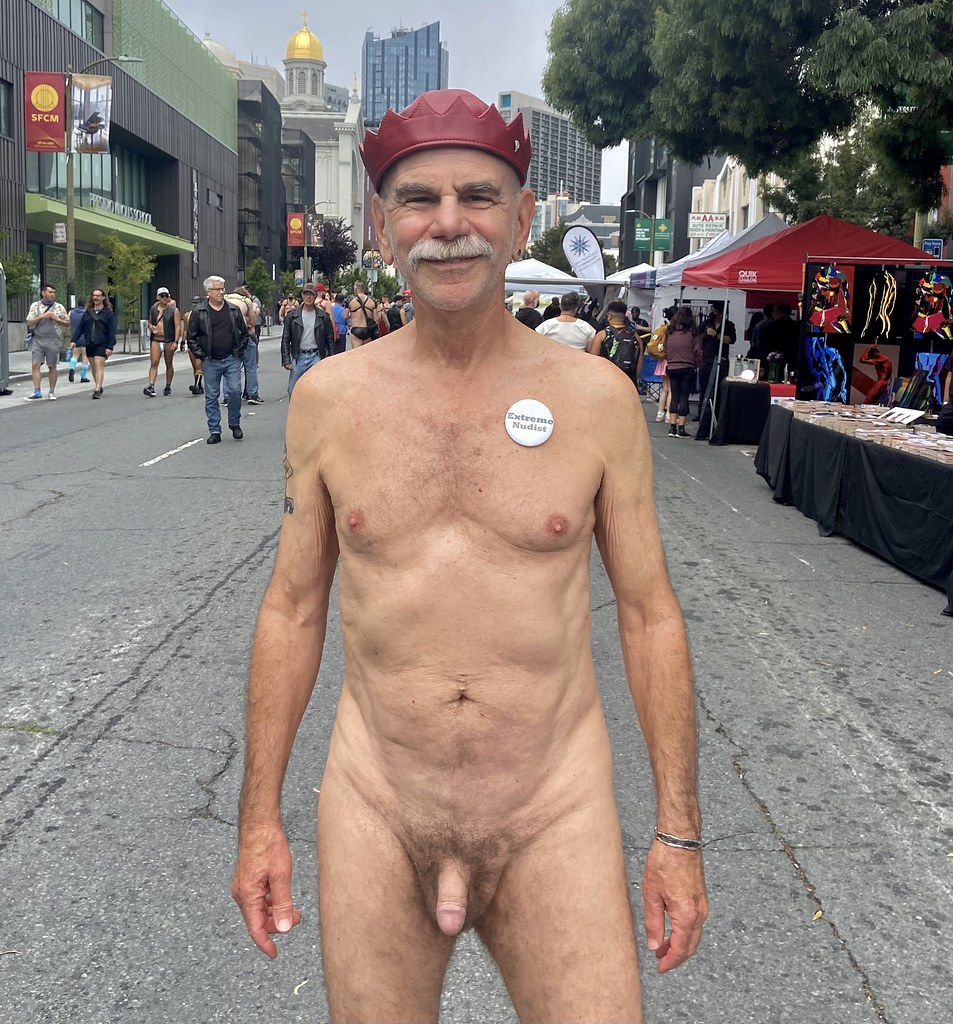
2022 р.